# Manual de Mágicas do Mandrake
O Manual de Mágicas do Mandrake é um manual de mágicas para crianças publicado no Brasil em 1978 pela Rio Gráfica Editora (RGE). O manual em capa dura é fartamente ilustrado em 190 páginas coloridas e repleto de lições para quem quer se tornar um mágico. Os truques de salão, com moedas, baralhos e varinha mágica, eram ensinados por Mandrake, Princesa Narda e Lothar, com a ajuda do coelho mascote do Mandrake.
O manual apresentava ainda o universo do ilusionismo, com textos curtos sobre os mais diversos assuntos, entre eles mágicos famosos e a ética dos mágicos, dentre outros. O manual vinha acompanhado de um "visor mágico" que possibilitava a leitura de determinadas páginas "secretas".